# Lasiancistrus tentaculatus
Lasiancistrus tentaculatus és una espècie de peix de la família dels loricàrids i de l'ordre dels siluriformes.

## Distribució geogràfica
Es troba a Sud-amèrica: conca del riu Orinoco.